# ディスパイズド・アイコン
ディスパイズド・アイコン (Despised Icon) は、2002年にカナダ・ケベック州・モントリオールで結成されたデスコア・バンド。
ツインボーカルを擁し、デスコアのパイオニア的な存在だったが、2010年に解散した。
2010年11月に来日公演を行なっている。2014年に再結成した。

## メンバー

### 現在のメンバー
- Steve Marois – ボーカル (2002年～2010年、2014年〜現在)
- Alexandre Erian – ボーカル (2004年～2010年、2014年〜現在)、ドラム (2002年～2004年)　<解散後、OBEY THE BRAVE結成>
- Eric Jarrin – ギター (2002年～2010年、2014年〜現在)
- Sebastien Piché – ベース (2002年～2008年、2014年〜現在)
- Alexandre Pelletier – ドラム (2003年～2010年、2014年〜現在)
- Ben Landreville – ギター (2009年～2010年、2014年〜現在)

### 旧メンバー
- Marie-Hélène Landry – ボーカル (2002年～2003年)
- Yannick St-Amand – ギター (2002年～2006年)、サンプル＆メディア (2002年～2006年、2014年～2019年)
- Al Glassman – ギター (2006年～2008年)　<脱退後、ジョブ・フォー・ア・カウボーイに加入>
- Max Lavelle – ベース (2008年～2010年)　<解散後、ザ・ブラック・ダリア・マーダーに加入>

## ディスコグラフィ

### スタジオ・アルバム
- Consumed by Your Poison (2002年)
- The Healing Process (2005年)
- The Ills of Modern Man (2007年)
- デイ・オヴ・モーニング Day of Mourning (2009年)
- Beast (2016年)

### DVD
- Montreal Assault (2009年)

### その他のリリース
- Syndicated Murderers (2004年) ・EP
- Bodies in the Gears of the Apparatus and Despised Icon (2005年) ・スプリット
- Demos 2002 & 2004 (2006年) ・デモ

### ミュージック・ビデオ
- "The Sunset Will Never Charm Us" (2006年)
- "In the Arms of Perdition" (2007年)
- "Furtive Monologue" (2008年)
- "Day of Mourning" (2009年)